# Constance Radfan
Constance Radfan (* 24. Oktober 1969 in Sassnitz) ist eine ehemalige deutsche Volleyballspielerin.
Constance Radfan begann mit dem Volleyball in ihrer Heimat bei TZ Sassnitz. 1983 wechselte sie zum SC Dynamo Berlin, mit dem sie mehrfach DDR-Meister und -Pokalsieger wurde. Mit dem Nachfolgeklub CJD Berlin wurde sie zweimal Deutscher Meister, viermal DVV-Pokalsieger sowie 1993 Sieger im Europapokal der Pokalsieger. 1996 wechselte sie zum bayerischen Ligakonkurrenten TV Dingolfing. Constance Radfan spielte während ihrer Karriere insgesamt 178 Mal in den Nationalmannschaften der DDR bzw. Deutschlands. 1996 nahm sie mit der deutschen Nationalmannschaft an den Olympischen Spielen in Atlanta teil und belegte dort Platz acht. Ihre Schwester Ariane Radfan spielte ebenfalls in der deutschen Volleyball-Nationalmannschaft.